# حواريون

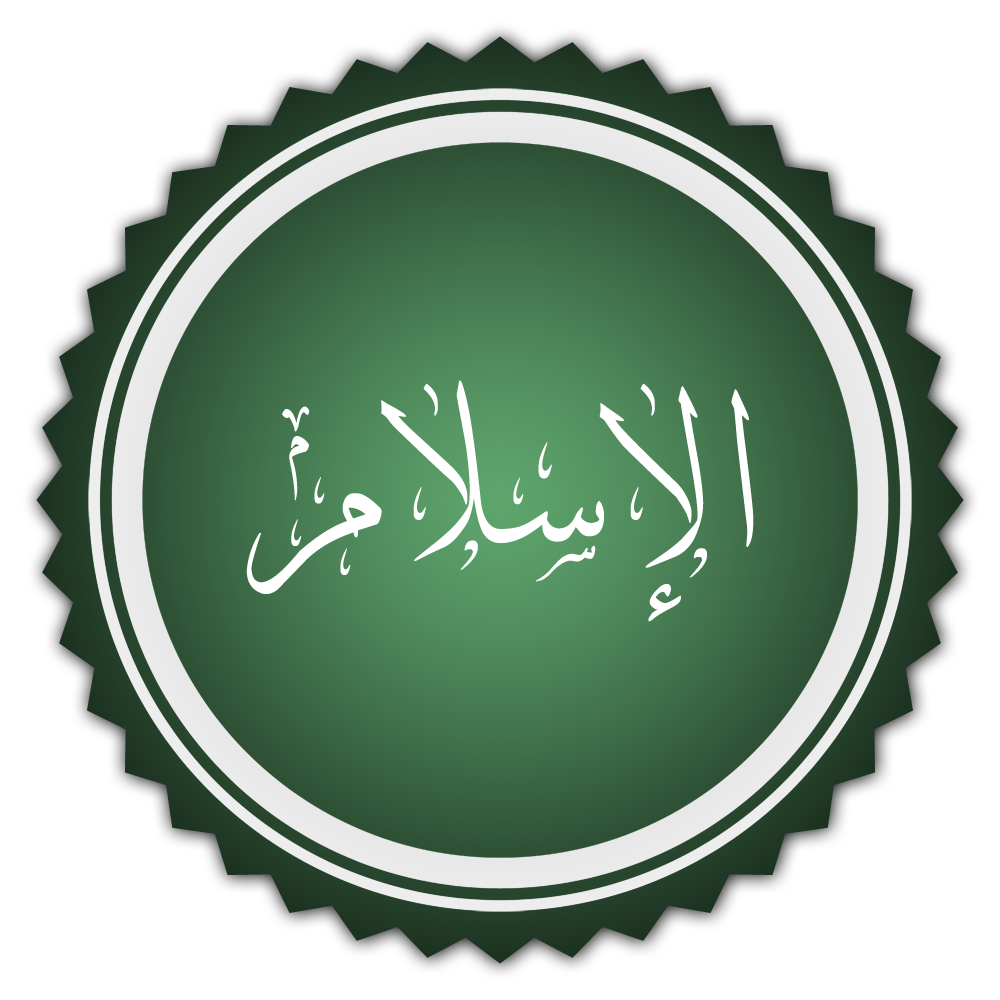

الحواريون هم تلامذة عيسى بن مريم حسب القرآن والدين الإسلامي. يذكر المفسرون المسلمون أن الحواريين كانوا إثنا عشر من بني إسرائيل وهو ما يتطابق مع الإنجيل والتقليد المسيحي.

## معاني أخرى
يطلق لفظ الحواري كذلك على المريد أو التلميذ في التربية الصوفية، قال الجرجاني المريد عند الصوفية هو المتجرد عن الإرادة، وقاله ابن عربي في اصطلاح الصوفية. وآداب المريد مع شيخه لا تختلف كثيرا عن آداب المتعلم مع معلمه، غير أنه في علاقة المريد مع الشيخ تطغى العلاقة الروحية والطاعة الدائمة العمياء، وصحة الاعتقاد في الشيخ، وقبول كلامه بالإيمان والتسليم، وإذا تحقق ذلك فإن المريد يساوي شيخه في العلم وما يبقى للشيخ إلا مقام الإفاضة عليه من علومه لاغير.